# Ricardo Batista
Ricardo Batista (Setúbal, Portugal, 19 de noviembre de 1986) es un futbolista portugués. Juega de portero y su equipo es el Casa Pia A. C. de la Primeira Liga.

## Biografía
Empezó su carrera futbolística en las categorías inferiores de un equipo de su ciudad natal, el Vitória Futebol Clube. 
En 2004 el Fulham F. C. se fijó en él y le hace un contrato profesional en Inglaterra. Tardó en debutar con el primer equipo más de un año, fue el 21 de septiembre de 2005 en un partido de Copa de la Liga contra el Lincoln City F. C. en el que el Fulham F. C. se impuso por cinco goles a cuatro.
Ante la falta de oportunidades el club decidió cederlo. Primero se marchó al Milton Keynes Dons F. C. y luego al Wycombe Wanderers F. C., para regresar en la temporada 2007-08.
El 16 de julio de 2008 fichó por el Sporting de Lisboa, club que pagó por él 150 000 libras. Ese mismo verano, el Sporting se proclamó campeón de la Supercopa de Portugal.

## Selección nacional
Ha jugado con la selección de fútbol sub-21 de Portugal en varias ocasiones.

## Clubes
| Club                              | País       | Año       |
| --------------------------------- | ---------- | --------- |
| Fulham F. C.                      | Inglaterra | 2004-2008 |
| Milton Keynes Dons F. C. (cedido) | Inglaterra | 2006      |
| Wycombe Wanderers F. C. (cedido)  | Inglaterra | 2006-2007 |
| Sporting C. P.                    | Portugal   | 2008-2011 |
| S. C. Olhanense (cedido)          | Portugal   | 2010-2011 |
| C. D. Nacional                    | Portugal   | 2013-2014 |
| Vitória F. C.                     | Portugal   | 2014-2015 |
| C. R. D. Libolo                   | Angola     | 2015-2017 |
| Gaz Metan Mediaș                  | Rumania    | 2018-2020 |
| Casa Pia A. C.                    | Portugal   | 2020-     |

## Palmarés

### Títulos nacionales
| Título                | Club           | País     | Año  |
| --------------------- | -------------- | -------- | ---- |
| Supercopa de Portugal | Sporting C. P. | Portugal | 2008 |